# Toma Cînde
Toma Cînde (sau Chianda / Chindea), mare boier în Sfatul Moldovei la începutul secolului al XV-lea și vistiernic al lui Ștefan cel Mare. De la numele său provine numele actualei comune Cândești din județul Neamț, comună amplasată pe o fostă feudă a acestuia.
Numele comunei se trage de la numele unei familii, Chianda, căreia voievodul Ștefan al II-lea, fiul lui Alexandru cel Bun, i-a dăruit acest sat și o siliște pentru serviciul credincios.
În data de 25 aprilie 1461, Ștefan cel Mare și Sfânt a acordat satul Mihoreni, (din actualul raion Herța), ca privilegiu românului Toma Cânde.